# Paramispilopsis indica
Paramispilopsis indica – gatunek chrząszcza z rodziny kózkowatych i podrodziny zgrzypikowych. Jedyny przedstawiciel rodzaju Paramispilopsis.

## Zasięg występowania
Gatunek ten występuje w  płn. Indiach, w stanach Bengal Zachodni i Uttar Pradesh.